# Societat Meteorològica Europea
La Societat Meteorològica Europea (EMS, European Meteorological Society en anglès) és una organització sense ànim de lucre, que es va establir després de cinc anys de preparació, el setembre de 1999 a Norrköping (Suècia), durant la 4a Conferència Europea sobre Aplicacions en Meteorologia (ECAM). Els seus membres fundadors van ser 20 institucions meteorològiques nacionals de 20 països europeus. Actualment, els membres de l'EMS són societats meteorològiques estatals o territorials de 30 països europeus, així com membres associats composts principalment per diferents serveis meteorològics nacionals i regionals europeus (Met Office, Météo-France, AEMET…), institucions internacionals (CEPMMT, EUMETSAT…) i empreses privades. L'Associació Catalana de Meteorologia (ACAM) forma part de l'EMS. Des d'abril de 2014 el Servei Meteorològic de Catalunya també forma part de l'EMS com a membre associat.
L'EMS té la seu a la Universitat Lliure de Berlín i té com a principal objectiu avançar en el coneixement de la meteorologia i les ciències relacionades amb ella a l'àmbit europeu en benefici de tota la seva població.
L'activitat principal de l'EMS és la preparació de dues reunions científiques anuals que se celebren alternativament: la Conferència Europea en Climatologia Aplicada (ECAC, European Conference on Applied Climatology en anglès) i la Conferència Europea sobre Aplicacions en Meteorologia (ECAM, European Conference on Applications of Meteorology en anglès).